# Coeligena torquata
El inca acollarado (en Perú), inca collarejo (en Ecuador y Colombia), colibrí acollarado o colibrí inca acollarado (en Venezuela) (Coeligena torquata), es una especie de ave apodiforme de la familia Trochilidae (los colibríes) perteneciente al numeroso género Coeligena; algunos autores sostienen que se divide en dos especies. Es nativo de regiones andinas del noroeste y centro oeste de América del Sur.

## Distribución y hábitat
Se distribuye ampliamente a lo largo de la cordillera de los Andes, desde el noroeste de Venezuela, por las tres cadenas de Colombia, ambas pendientes de Ecuador, hasta el sureste de Perú.
Esta especie es considerada muy común en la mayor parte de su distribución, en sus hábitats naturales: del sotobosque al bajo dosel de bosques nubosos montanos, bordes del bosque y ocasionalmente sub-páramo; principalmente en altitudes entre 1800 y 3000 m, algunas veces más bajo, hasta los 1500 m. Es reemplazado ecológicamente por el inca bronceado (Coeligena coeligena) a menores altitudes, aunque ambas especies ocurren en simpatría, por ejemplo a ca. 2000 m en el noreste de Ecuador.

## Descripción
Mide en promedio 14 cm de longitud, 3c m de los cuales corresponden al pico. Es mayormente de color verde brillante, con cabeza negra en algunas formas, corona violeta, azul o verde; parche pectoral y base de rectrices externas de color blanco. La hembra tiene la garganta blanca o ante con jaspeado verde.

## Sistemática

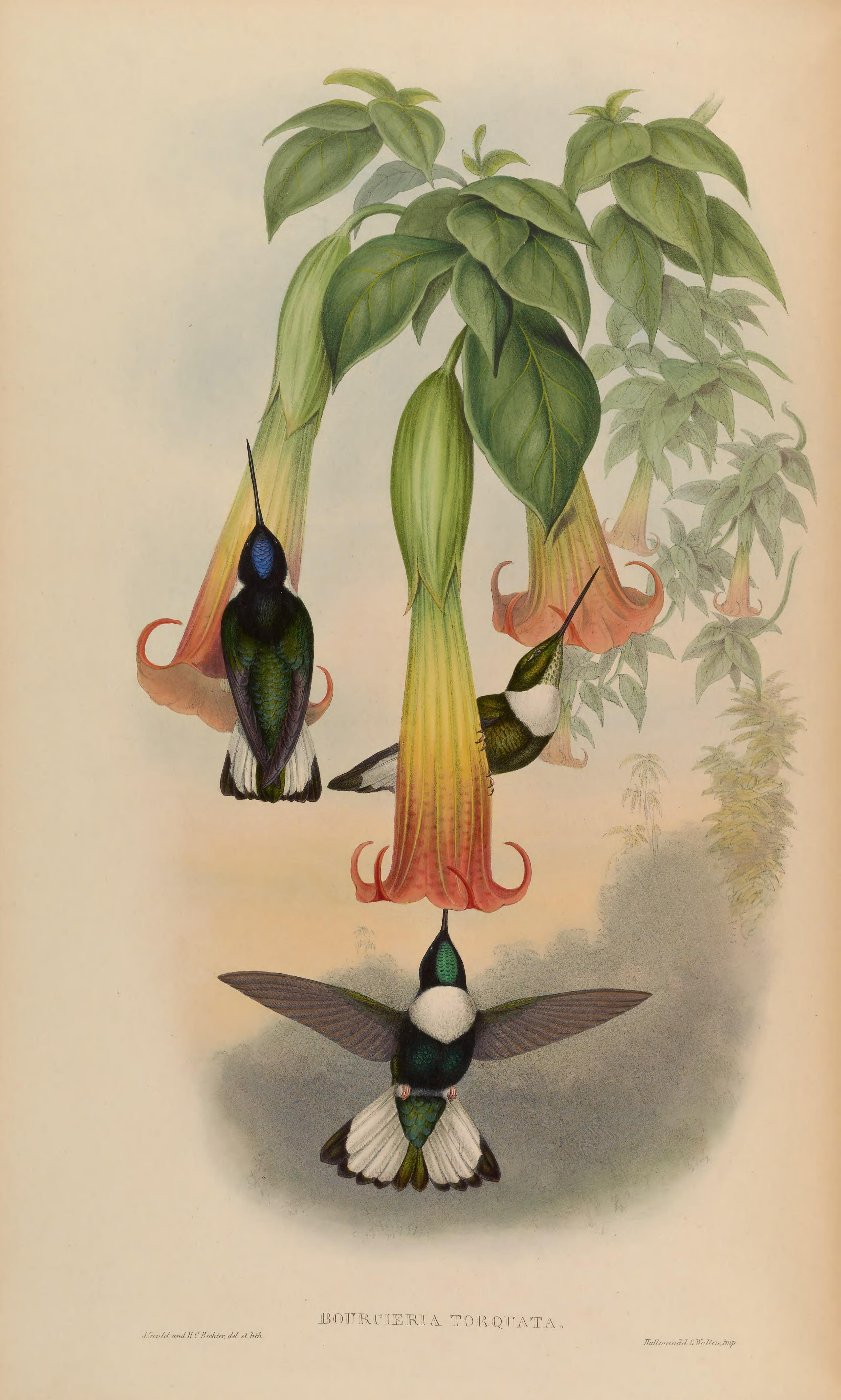
Bourcieria torquata sinónimo de Coeligena torquata, ilustración de Gould y Richter en A monograph of the Trochilidae, or family of humming-birds 4, 1861.

### Descripción original
La especie C. torquata fue descrita por primera vez por el ornitólogo francés Auguste Boissonneau en 1840 bajo el nombre científico Ornismia torquata; su localidad tipo es: «Bogotá, Colombia».

### Etimología
El nombre genérico femenino «Coeligena» deriva del nombre específico Ornismya coeligena cuyo epíteto proviene del latín moderno «coeligenus» que significa ‘celestial’, ‘nacido en el cielo’; y el nombre de la especie «torquata», proviene del latín «torquatus» que significa ‘de collar’, ‘acollarado’.

### Taxonomía
Las especies Coeligena inca y C. conradii fueron tradicionalmente tratadas como subespecies de la presente, pero fueron elevadas por algunos autores a especies plenas con base en significativas diferencias de plumaje, lo que fue posteriormente seguido por las principales clasificaciones.
La subespecie C. torquata eisenmanni, el inca de Vilcabamba, es considerado como especie separada de la presente por las clasificaciones Aves del Mundo (HBW) y Birdlife International (BLI) con base en diferencias de plumaje, pero esto no es seguido por otras clasificaciones.
La forma descrita Diphlogaena (Helianthea) traviesi Mulsant & E. Verreaux, 1866 es probablemente un híbrido de la presente especie con Coeligena lutetiae.
La forma descrita Coeligena lawrencei (Boucard, 1892), es probablemente un híbrido de la presente especie con Lafresnaya lafresnayi.

### Subespecies
Según las clasificaciones del Congreso Ornitológico Internacional (IOC) y Clements Checklist/eBird  se reconocen cinco subespecies, con su correspondiente distribución geográfica:
- Grupo politípico torquata:
  - Coeligena torquata torquata (Boissonneau), 1840 – Andes del noroeste de Venezuela (Táchira) a través de las tres cadenas andinas de Colombia y este de Ecuador hasta el norte de Perú (este de Piura).
  - Coeligena torquata fulgidigula (Gould), 1854 – pendiente occidental de los Andes de Ecuador, al sur hasta Chimborazo.
  - Coeligena torquata margaretae J.T. Zimmer, 1948 – pendiente oriental de los Andes del norte de Perú (del centro de Amazonas hasta el este de La Libertad y San Martín).
  - Coeligena torquata insectivora (Tschudi), 1844 – pendiente oriental del centro de Perú (desde Huánuco hasta Ayacucho).

- Grupo monotípico eisenmanni:
  - Coeligena torquata eisenmanni Weske, 1985 – sur de Perú, cordillera Vilcabamba, en Cuzco.